# Wananas
Das Sport- und Erlebnisbad Wananas ist ein Schwimmbad in Herne. Es wurde im Dezember 2016 nach rund zweijähriger Bauzeit eröffnet und ersetzt das alte Kombibad Wananas, das im November 2011 bei einem Großbrand bis auf die Grundmauern niederbrannte. Es handelt sich um eines der wenigen öffentlichen Schwimmbäder, die in Nordrhein-Westfalen in den letzten Jahren neu gebaut wurden. Kennzeichnend für den Gebäudekomplex ist seine markante Architektur mit einer bis zu acht Meter hohen Glasfassade, die drei Seiten des Gebäudes umfasst und für einen lichten Innenraum sorgt.
Der Name geht auf ein Wortspiel mit der Lage im Stadtteil Wanne-Eickel zurück.

## Beschreibung
Das Wananas verfügt sowohl über ein Becken für Freizeitschwimmer und Familien als auch über ein Trainingsbecken für Sportler, Schulen und Vereine. Damit ersetzt der Neubau das alte Wananas und das Hallenbad Eickel, das zuletzt bis zu seiner Schließung im Januar 2017 als Schul- und Vereinsbad diente.

### Erlebnisbad
Das Erlebnisbecken beinhaltet auf einer Wasserfläche von 380 m² Spielattraktionen wie 65-Meter-Röhrenrutsche, Breitrutsche, Strömungskanal, Grotte und Kletterwand. Zwei Schwimmbahnen mit Leitsystem am seitlichen Beckenrand erlauben kollisionsfreies Rundendrehen ohne Gegenverkehr.
Die Kinderplanschbereiche mit Spielgeräten umfassen ein Minibecken (18 m²) mit einer Wassertiefe von 25 Zentimetern und ein Kleinkinderbecken (25 m²). Hier ist das Wasser 45 Zentimeter tief.
Im Außenbereich steht ein 10 × 8 Meter großes Becken zur Verfügung. Die Liegewiese bietet Platz zum Ausruhen und Sonnenbaden sowie zwei Spielplätze für Kinder.

### Sportbad
Im Sportbad befinden sich ein 25-Meter-Wettkampfbecken mit fünf Bahnen und einer Wassertiefe von 1,80 bis 3,80 Meter sowie ein 1-Meter-Sprungbrett und ein 3-Meter-Sprungturm.
Neben dem Sportbecken gibt es ein Lehrschwimmbecken sowie ein Kursbecken. Herner Sportvereine, vom Schwimmverein über den Tauchclub bis zu den Kanuten, trainieren sowohl im Sportbecken als auch im benachbarten 16,8 × 10 Meter großen Lehrschwimmbecken. Herner Schulen nutzen das Sportbad ebenfalls für ihren Schwimmunterricht. Früh morgens in der Woche sowie am Wochenende ist das Sportbad für die Öffentlichkeit freigegeben.

### Kurse
In dem 8 × 8 Meter großen Kursbecken bietet das Wananas ein Bewegungsprogramm für Kinder und Erwachsene an: von der Wassergewöhnung für Säuglinge über das Schwimmen lernen für Kinder bis zum Aqua-Jogging für sportlich Aktive. Der Kursbereich ist räumlich abgetrennt, so dass Unterricht und Training ungestört vom übrigen Badbetrieb erfolgen können. Der Hubboden lässt sich stufenlos verstellen.

### Sauna
Die Saunalandschaft im Wananas beinhaltet eine klassische finnische Sauna, eine Salzsauna als Niedertemperatursauna sowie eine Sauna-Lounge mit Gastro-Service. Hinzu kommen ein Ruheraum und ein Saunagarten. Die 50-Grad-Textilsauna im Erlebnisbad ist für Sauna-Anfänger gedacht. Sie dient ebenfalls zum Aufwärmen nach dem Schwimmen.

### Gastronomie
Im Erlebnisbad befindet sich eine offen gestaltete Gastronomie mit Thekenbereich. Die Glasfront des Gastraumes lässt sich zum Erlebnisbecken hin öffnen, sodass ein direkter Übergang möglich ist.

## Technische Kennzahlen

### Gesamtflächen
| Grundfläche:  | 5.000 m² |
| Wasserfläche: | 1.050 m² |

### Flächen im Einzelnen
| Becken               | Fläche | Maße           | Wassertiefe     |
| -------------------- | ------ | -------------- | --------------- |
| Erlebnisbecken:      | 380 m² |                | 1,35 m          |
| 2 Kleinkinderbecken: | 50 m²  |                | 0,25 m / 0,45 m |
| Sportbecken:         | 312 m² | 12,50 m × 25 m | 1,80 m – 3,80 m |
| Lehrschwimmbecken:   | 167 m² | 16,80 m × 10 m | 0,65 m – 1,25 m |
| Kursbecken:          | 64 m²  | 8 m × 8 m      | 0,00 m – 1,80 m |
| Außenbecken:         | 80 m²  | 10 m × 8 m     | 1,35 m          |

### Gebäudetechnik
| Wärmeversorgung:   | 1 BHKW 156 kW thermische Leistung, 2 Gasthermen 720 kW thermische Leistung                      |
| Schwimmbadtechnik: | 6 Beckenwasserfilter 620 m³/h, 12 Pumpen, 1 Brunnenwasseraufbereitung, 1 Spülwasseraufbereitung |
| Lüftung:           | 4 zentrale Lüftungsanlagen, Gesamtvolumen 93.500 m³/h                                           |

## Bauphase
Die Bauphase verlief von Februar 2015 bis November 2016. Am 25. November 2016 wurde das Bad mit einem „Pre-Opening“ eingeweiht. Nach einem technischen Probelauf konnte der Badebetrieb am 27. Dezember 2016 aufgenommen werden.

### Bauablauf
| Baubeginn:        | 11. Februar 2015   |
| Grundsteinlegung: | 16. September 2015 |
| Richtfest:        | 22. Januar 2016    |
| Eröffnung:        | 27. Dezember 2016  |

### Baukosten
Die Baukosten betrugen 15 Mio. Euro.

## Betreiber
Als Betreiber des Sport- und Erlebnisbades Wananas tritt die Herner Bädergesellschaft mbH (HBG) auf. Gegründet wurde die HBG am 12. Dezember 2001. Sie ist ein hundertprozentiges Tochterunternehmen der Stadt Herne (Register-Nr. HRB9207 Bochum). Gesellschafter ist die Vermögensverwaltungsgesellschaft für Versorgung und Verkehr der Stadt Herne mbH.
Als vertretungsberechtigter Geschäftsführer der HBG ist zum 1. Februar 2016 Hans-Lothar Przybyl bestellt. Die HBG beschäftigt 51 Mitarbeiter sowie 49 Aushilfskräfte (Stand Februar 2017).

## Geschichte
Das alte Freizeitbad Wananas im Stadtteil Wanne wurde am 10. November 2011 bei einem Großbrand wegen eines technischen Defektes völlig zerstört. Von seiner Eröffnung im Jahre 1994 bis zu dem Großbrand war es ein beliebter Treffpunkt für Familien. Rund 3,5 Millionen Besucher zählte das Bad in dieser Zeit. Viele Besucher kamen aus benachbarten Städten des Ruhrgebietes, wo es kein vergleichbares Schwimmangebot gab.
Die Anlage verfügte im überdachten Teil über einen Wasserspielbereich mit Piratenschiff, Wasserlabyrinth, 50-Meter-Wasserrutsche sowie ein Sport- und ein Mehrzweckbecken, eine Sauna und ein Dampfbad. Zum Freibad gehörten ein Schwimmbecken und eine Liegewiese.
Der Name „Wananas“ ist ein Kofferwort aus den Begriffen „Wanne“ – das Bad befindet sich im Stadtbezirk Wanne – und der Tropenfrucht „Ananas“. Er wurde ausgewählt und prämiert nach einem Aufruf an die Herner Bevölkerung, einen passenden Namen für das neue Bad zu finden.
Vorläufer des Bades war an gleicher Stelle das Freibad Wanne. Es wurde 1966 der Allgemeinheit übergeben und nach 26 Jahren Betrieb im Jahr 1992 endgültig geschlossen.